# Municipalita Kobuleti
Municipalita Kobuleti je jedna z šesti správních územních jednotek v autonomní oblasti Adžárie v Gruzii. Mezi lety 1930 až 2008 nesla označení Kobuletský okres (rajon). Administrativním centrem je město Kobuleti.

## Charakteristika municipality
Charakteristika:
- Rozloha: 711,8 km²
- Počet obyvatel: 74 794 obyvatel (2014)
- Úřední jazyk: gruzínština
- Náboženské vyznání většiny obyvatel: pravoslaví (65,1°%), Muslim (28,8°%)[1]

Národnostní složení (2014): Gruzíni – 97%, ostatní (Arméni, Rusové, Řekové a další) – 3%
Hranice:
- západní hranice tvoří Černé moře.
- na severu sousedí s municipalitami kraje Gurie – Municipalita Ozurgeti
- na východě sousedí s municipalitami autonomní republiky Adžárie – Municipalita Šuachevi
- na jihu sousedí s municipalitami autonomní republiky Adžárie – Municipalita Chelvačauri, Municipalita Keda

## Seznam obcí
Centrem municipality je obec Kobuleti.
Municipalitu Kobuleti tvoří celkem 21 administrativních jednotek (2014):
| Administrativní jednotka | Obec             | Počet obyvatel | Komunikace              |
| ------------------------ | ---------------- | -------------- | ----------------------- |
| Kobuletská I             | Kobuleti (město) |                | S2 (E70), S205          |
| Čakvská                  | Buknari          |                | S205                    |
| Čakvská                  | Sachalvašo       |                | S2 (E70)                |
| Čakvská                  | Čakvi            |                | S2 (E70), S205          |
| Očchamurská              | Očchamuri        |                | S2                      |
| Očchamurská              | Cecchlauri       |                | vedlejší z Očchamuri    |
| Očchamurská              | Džichandžuri     |                | vedlejší z Očchamuri    |
| Alambarská               | Alambari         |                | vedlejší z Mucha'estate |
| Alambarská               | Zeda Kondydy     |                | vedlejší z Mucha'estate |
| Ačkvistavská             | Ačkvistavi       |                | vedlejší z Mucha'estate |
| Bobokvatská              | Bobokvaty        |                | vedlejší z S2 (E70)     |
| Bobokvatská              | Kveda Dagva      |                | vedlejší z S2 (E70)     |
| Gvarská                  | Gvara            |                | vedlejší z Kobuleti     |
| Gvarská                  | Kveda Kondydy    |                | vedlejší z Kobuleti     |
| Dagvská                  | Dagva            |                | vedlejší z S2 (E70)     |
| Dagvská                  | Zeda Dagva       |                | vedlejší z S2 (E70)     |
| Zenytská                 | Zenyty           |                | vedlejší z Kobuleti     |
| Kvirikská                | Zeda Kvirike     |                | vedlejší z Kobuleti     |
| Kvirikská                | Kvirike          |                | vedlejší z Kobuleti     |
| Kvirikská                | Kveda Kvirike    |                | vedlejší z Kobuleti     |
| Legvská                  | Legva            |                | S2                      |
| Legvská                  | Skura            |                | S2                      |
| Legvská                  | Cchrapona        |                | vedlejší z Legva        |
| Mucha'estatská           | Mucha'estate     |                | S2                      |
| Ckavrokská               | Ckavroka         |                | S2                      |
| Sačinská                 | Zeda Ačkva       |                | vedlejší z Čakvi        |
| Sačinská                 | Sačino           |                | vedlejší z Čakvi        |
| Sačinská                 | Kveda Ačkva      |                | vedlejší z Čakvi        |
| Kakutská                 | Ači              | pod 1000       | vedlejší z Ozurgeti     |
| Kakutská                 | Gogmačauri       |                | vedlejší z S2           |
| Kakutská                 | Nacchavatevi     |                | vedlejší z S2           |
| Kakutská                 | Kakuty           |                | vedlejší z S2           |
| Kobuletská II            | Zeda Sameba      |                | vedlejší z Kobuleti     |
| Kobuletská II            | Kochi            |                | vedlejší z Kobuleti     |
| Kobuletská II            | Kobuleti (obec)  |                | vedlejší z Kobuleti     |
| Čajisubanská             | Čajisubany       |                | vedlejší z Čakvi        |
| Cichisdzirská            | Stalinysubany    |                | S2 (E70)                |
| Cichisdzirská            | Šuagele          |                | vedlejší z Cichisdziri  |
| Cichisdzirská            | Cichisdziri      |                | S205                    |
| Chalská                  | Gorgadze'ebi     |                | vedlejší z Čakvi        |
| Chalská                  | Chala            |                | vedlejší z Čakvi        |
| Čachatská                | Dydvake          |                | vedlejší z Kobuleti     |
| Čachatská                | Vardžanauli      |                | vedlejší z Kobuleti     |
| Čachatská                | Kakuča           |                | vedlejší z Kobuleti     |
| Čachatská                | Kečijety         |                | vedlejší z Kobuleti     |
| Čachatská                | Kobalauri        |                | vedlejší z Kobuleti     |
| Čachatská                | Ochtomi          |                | vedlejší z Kobuleti     |
| Čachatská                | Tkemakaravi      |                | vedlejší z Kobuleti     |
| Čachatská                | Čachaty          |                | vedlejší z Kobuleti     |
| Čachatská                | Chino            |                | vedlejší z Kobuleti     |
| Chucubanská              | Nakajidze'ebi    |                | vedlejší z Kobuleti     |
| Chucubanská              | Kveda Sameba     |                | vedlejší z Kobuleti     |
| Chucubanská              | Chucubany        |                | vedlejší z Kobuleti     |